# Straßenkapelle (Külsheim)

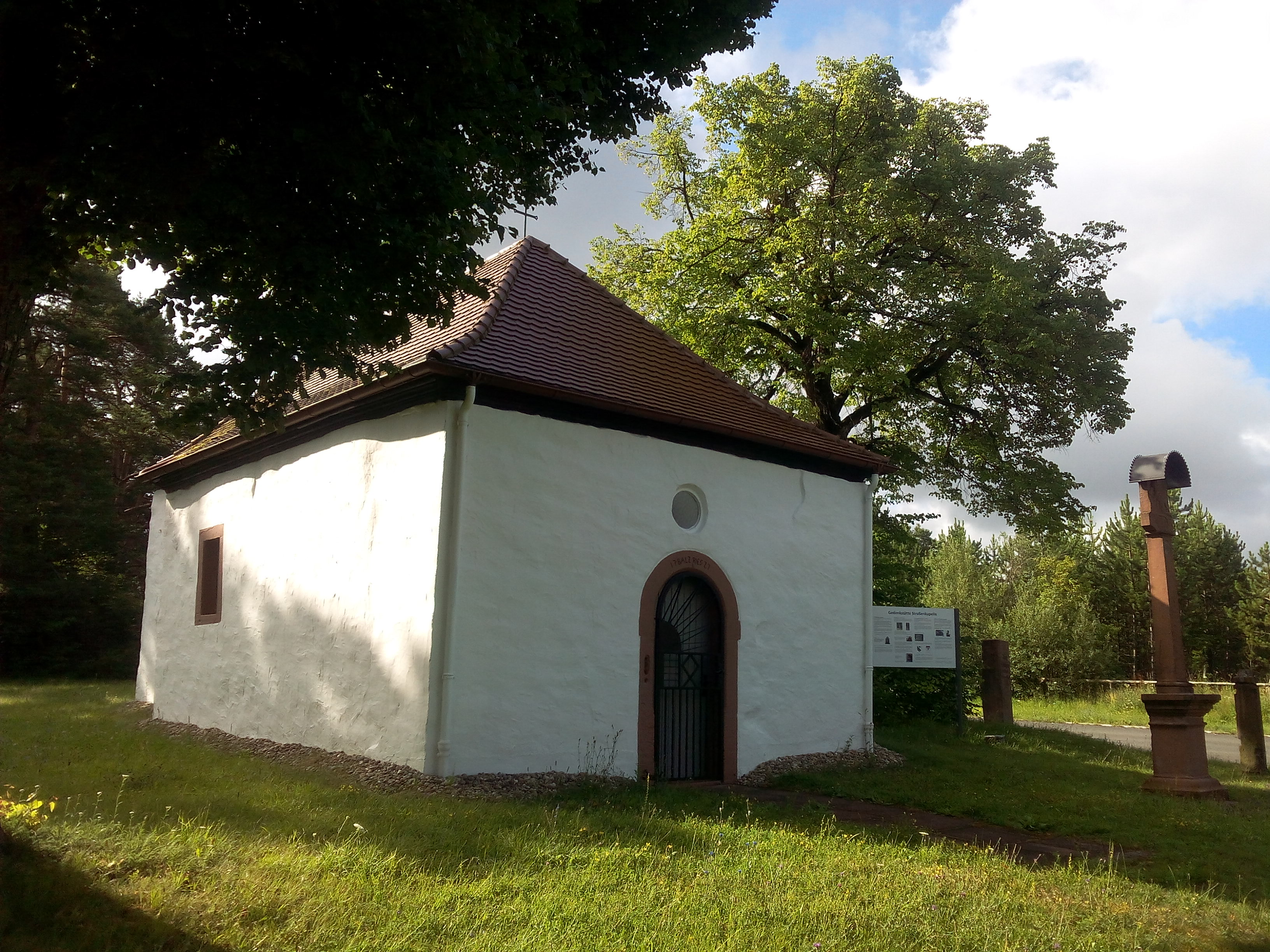
Die Straßenkapelle Külsheim

Die Straßenkapelle (auch Balze-Ries-Kapelle) in Külsheim im Main-Tauber-Kreis wurde 1727 errichtet.

## Lage
Die Kapelle liegt an der Panzerstraße des ehemaligen Standortübungsplatzes der Prinz-Eugen-Kaserne. Nur sonntags ist der Zugang zur Kapelle erlaubt, da diese auf einem militärischen Gelände liegt. Für Sonderfälle ist seit der Schließung der Külsheimer Kaserne die Erlaubnis des Standortkommandanten der Kaserne in Hardheim einzuholen.

## Geschichte
Im Jahre 1727 stiftete Balthasar „Balze“ Ries aus Külsheim die Straßenkapelle. Dies ist in einer Inschrift über dem Türstock vermerkt. Nachdem Külsheim 1964 Bundeswehrstandort wurde und außerhalb der Prinz-Eugen-Kaserne ein Standortübungsplatz angelegt wurde, lag die Kapelle auf militärischem Gelände. Fortan übernahm der Traditionsverband mit Unterstützung durch die Stiftung „Gedenkstätte Straßenkapelle“ die Pflege der Kapellenanlage.

## Kapellenbau und Ausstattung

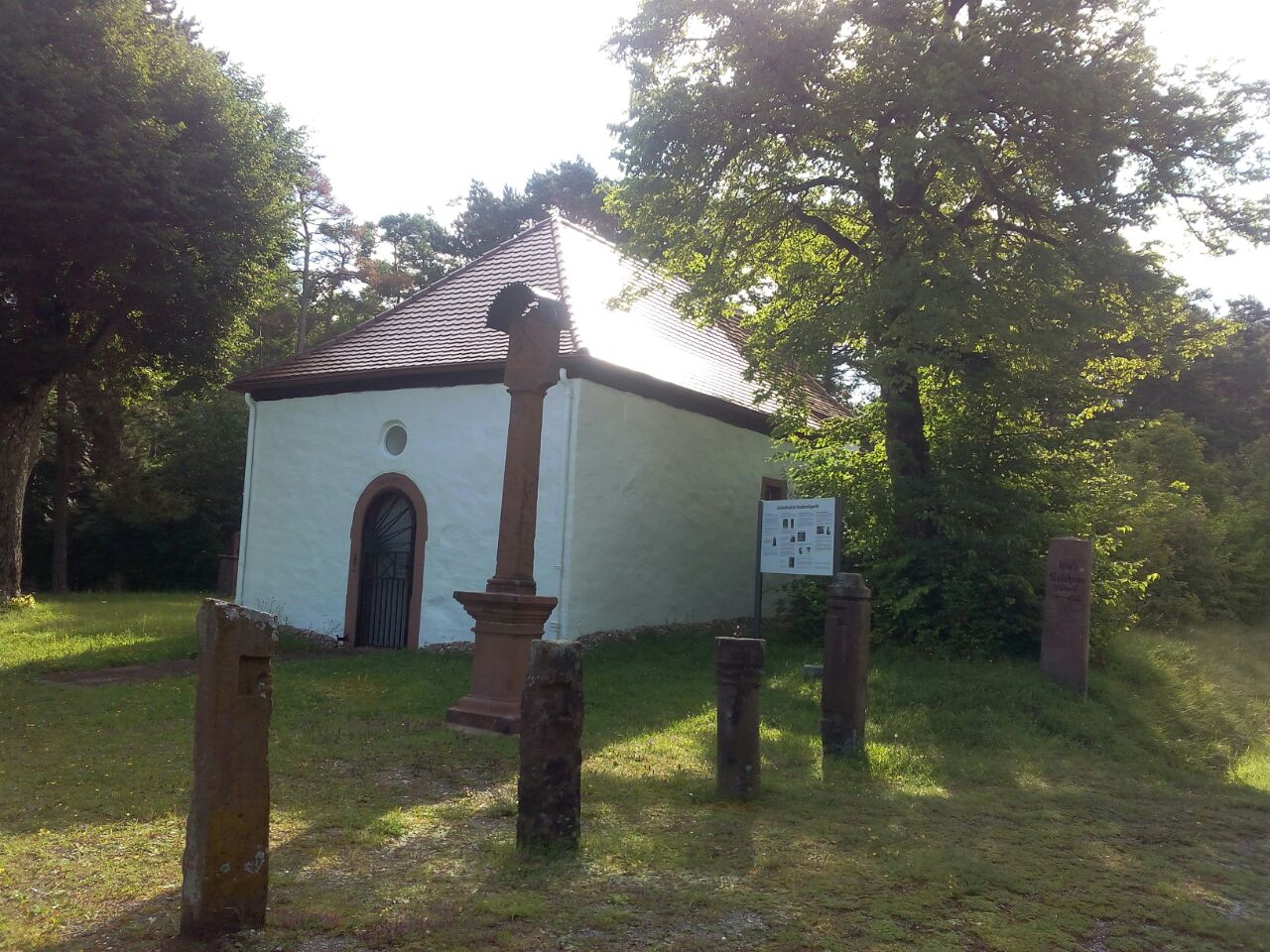
Ehrenmal an der Straßenkapelle

Die Kapelle ist gewöhnlich geschlossen und nur für Gedenkgottesdienste geöffnet. Für die Gefallenen der ehemaligen 14. Panzerdivision wurde ein Ehrenmal an der Straßenkapelle errichtet. Neben dem Ehrenmal befinden sich an der Kapelle auch mehrere Wegkreuze, unter anderem der bekannte „Hohe Herrgott“, der dem Külsheimer Wein seinen Namen verlieh.